# Brunei Darussalam Maritime Museum
Das Brunei Darussalam Maritime Museum (malaiisch Muzium Maritim Brunei Darussalam) ist ein Museum in dem Dorf Kota Batu im gleichnamigen Mukim (Subdistrikt) Kota Batu in Brunei. Es liegt am Ufer des Brunei-Flusses.

## Geschichte
Das Brunei Darussalam Maritime Museum wurde am 23. März 2015 vom Kronprinzen von Brunei Al-Muhtadee Billah in Kota Batu eröffnet. Es soll an die Tradition erinnern, als diese Region vom 14. bis zum 17. Jahrhundert ein bedeutendes Handelszentrum war.  Ein 1997 vor der Küste gefundenes Schiffswrack aus dieser Zeit, in dem viele Kunstschätze gefunden wurden, bildet die Grundlage des Museums.

## Ausstellungen
Den Schwerpunkt im Museum bilden rund 13.500 Artefakte, die in dem alten Schiffswrack gefunden wurden. Eine weitere Abteilung zeigt Modelle von Schiffen vieler Länder, die Brunei zur Blütezeit des Handels besucht hatten. Im Museum gibt es auch eine Sektion, die lokale kulturelle Exponate ausstellt.
Einige Räume im Museum werden für temporäre Ausstellungen genutzt. Beispielsweise wurden 2015 in Kooperation mit dem Quanzhou Maritime Museum aus Quanzhou chinesische Artefakte aus den Jahrhunderten des Handels zwischen den beiden Kulturen gezeigt.